# النمرود (فلم)
النمرود هو فيلم مصري عرض عام 1956، بطولة فريد شوقي وهدى سلطان، ومن إخراج عاطف سالم.

## قصة الفيلم
شاب عاطل، لا يجد قوت يومه، تقسو عليه الظروف يسكن في حجرة حقيرة في ربع قديم، يطارده الدائنون ولا يعزيه سوى حبه لابنة صاحبة البيت التي تجود عليه بالطعام يستولى عليه اليأس، فيشرع في الانتحار ولكن السقف ينهار من ثقله، وينهال معه سيل من الأوراق المالية من فئة المئة جنيه، كانت مخبأة في أرضية الحجرة التي تعلو حجرته. يجد نفسه غنيا بما معه من المال، فينطلق ليقيم في بنسيون ويبدأ في الانفاق ببذخ، يلفت نظر غانية الكبارية التي تدفعه إلى حياة العربدة، فيتنكر لماضيه، ويجري خلف الغانية مهملا خطيبته، ويؤذي شعور أهل الحارة. لقد أصبح «نمرودا» بعد أن أعماه المال. لكن النعمة لا تدوم، فقد كان هذا المال مسروقا من أحد البنوك، سرقه مجرم وخبأة في هذه الحجرة التي استأجرها بعد أن تنكر في هيئة شحاذ أخرس. وقد عاد يوما إلى الحجرة فلم يجد المال، وأدرك أن «النمرود» عثر على كنزه. وخرج عن تنكره، وذهب يبحث عنه حتى عثر عليه، ولكن الفتى تغلب عليه وأوشك أن يبطش به فكشف له عن شخصيته، وأفهمه أنه لا يستطيع أن يصرف هذه الأوراق المالية، لأن البوليس يعرف أرقامها، واتفق معه على أن يستبدل بها نقودا صغيرة، وأن يقتسما المبلغ معا. لكن البوليس يسبقهما إلى اكتشاف الأمر، فيقبض على المجرم، بينما يسرع «النمرود» إلى إيقاف زواج خطيبته من آخر، ويعقد عليها في الوقت الذي يحيط به البوليس للقبض عليه، بعد أن قرر إرجاع المال إلى السلطات.

## طاقم التمثيل
- فريد شوقي: (سعيد)
- هدى سلطان: (روحية)
- محمود المليجي: (متولي)
- نيللي مظلوم: (الراقصة اللعوب)
- عبد الوارث عسر: (الشاويش زعتر)
- سعيد أبو بكر: (سعدان - القرداتي)
- محمود إسماعيل: (السارق الأصلي)
- سامية رشدي: (والدة روحية)
- عبد المنعم إسماعيل: (دائن)
- إدمون تويما: (صاحب الكباريه)
- عبد الغني النجدي: (دائن)
- سليمان الجندي: (أخو روحية)
- رياض القصبجي: (شيخ القرداتية)
- محمد صبيح: (دائن)
- عبد النبي محمد: (عسكري)
- محمود لطفي: (طبيب العيادة)
- علي عبد العال: (مريض بالعيادة)
- محسن حسنين: (سارق)
- أحمد لوكسر: (ضابط المباحث)
- محمد أبو السعود: (صاحب محل الأقمشة)
- صفا الجميل: (ابن متولي)
- زكي الحرامي: (سائق السيارة)
- حسين إسماعيل: (دائن)
- إستر شطاح: (جارة)
- عباس الدالي: (المأذون)

## فريق العمل
- إخراج: عاطف سالم
- قصة: فريد شوقي
- سيناريو: نجيب محفوظ، محمود صبحي، السيد بدير
- حوار: السيد بدير
- مدير التصوير: محمود نصر
- مونتاج: سعيد الشيخ، حسين عفيفي
- إنتاج: أفلام العهد الجديد
- موسيقى تصويرية: فؤاد الظاهري
- توزيع: شركة الشرق للتوزيع

## أغاني الفيلم
- سبحان العاطي، تأليف: فتحي قورة، ألحان: محمود الشريف
- يا ضاربين الودع، تأليف: عبد العزيز سلام، ألحان: محمد فوزي
- لاموني، تأليف: محمد علي أحمد، ألحان: محمد فوزي